# Alchemilla ilerdensis
Alchemilla ilerdensis é uma espécie de rosácea do gênero Alchemilla, pertencente à família Rosaceae.